# Desmia ilsalis
Desmia ilsalis là một loài bướm đêm trong họ Crambidae.